# Gracilicera politiventris
Gracilicera politiventris là một loài ruồi trong họ Tachinidae.